# Karin Lundgren (Schwimmerin)
Karin Lundgren (* 4. Januar 1895 in Göteborg; † 16. September 1977 in Vallentuna) war eine schwedische Schwimmerin.

## Karriere
Lundgren nahm 1912 an den Olympischen Spielen in Stockholm teil. Hier scheiterte sie im Wettbewerb über 100 m Freistil als Fünfte des zweiten Vorlaufs am Halbfinaleinzug.